# Henry Haslam
Henry North Haslam (Worksop, 5 giugno 1879 – Nottingham, 13 ottobre 1942) è stato un calciatore britannico.
Con l'Upton Park, di cui fu capitano, Haslam partecipò ai Giochi olimpici di Parigi 1900, nel torneo calcistico, riuscendo a vincere la medaglia d'oro.